# The Beetle (film)
The Beetle er en britisk stumfilm fra 1919 af Alexander Butler.

## Medvirkende
| Skuespiller   | Rolle           |
| ------------- | --------------- |
| Leal Douglas  | Jack            |
| Maudie Dunham | Dora Greyling   |
| Hebden Foster | Paul Lessingham |
| Fred Morgan   | Neces           |
| Frank Reade   | Sidney Atherton |
| Rolf Leslie   |                 |
| Nancy Kenyon  | Lindon          |